# فيوليت جيسوب
فيوليت جيسوب (بالإنجليزية: Violet Jessop) واسمها الكامل فيوليت كونستانس جيسوب (ولدت في 2 أكتوبر 1887 ـ وتوفيت في 5 مايو 1971) هي مضيفة وممرضة أرجنتينية من اسرة ايرلندية مهاجرة من مدينة دبلن، عملت أسرتها في تربية الأغنام في مدينة لابامبا في الأرجنتين، حصلت على شهرة عالمية واسعة كأكثر امرأة محظوظة في العالم بعد نجاتها من ثلاث حوادث غرق كبرى لثلاث سفن عملاقة من فئة الأولمبية تابعة لشركة وايت ستار لاين الساحلية.
عملت مُضيفة على متن سفينة آر إم إس أولمبيك (التي اشتق منها اسم الدرجة الفخمة للسفن فئة الأولمبية) عندما اصطدمت بالسفينة البريطانية الحربية إتش إم إس هوك في 20 سبتمبر 1911، ثم مضيفة للسفينة العملاقة آر إم إس تيتانيك قبل غرقها 15 أبريل 1912، وأخيراً عملت ممرضة متطوعة على متن سفينة بريتانيك قبل غرقها في 21 نوفمبر 1916.
عملت جيسوب ما يقارب 42 سنة في البحر مابين 1908 إلى 1952، خلال تقاعدها قامت بكتابة مذكرات حياتها الخاصة وأجرت حواراً مع مجلة المرأة الأمريكية بعد ٱفتتاح فيلم أتلانتيك لاتيتيود 41 لتودع العالم عن سن يناهز 83 سنة بعد صراع مع المرض سنة 1971.

## سيرة حياتها

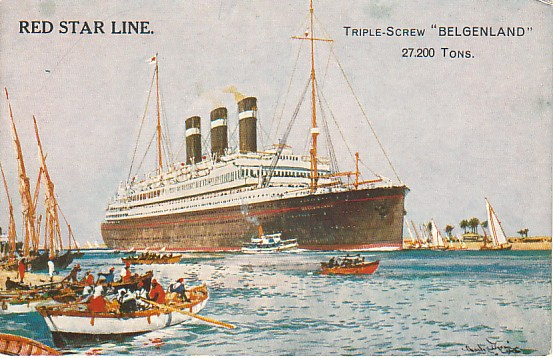
بطاقة بريدية لسفينة إس إس بلجنلاند (1914)

### شبابها
ولدت فيوليت جيسوب من والدين ذوي أصول إيرلاندية في 2 أكتوبر 1887 في مدينة بوينس آيرس، الأرجنتين حيث ترعرعت قرب مدينة باهيا بلانكا، حيث كان والدها ويليام جيسوب مربي ماشية وتعتبر هي الابنة الكبرى لأسرة متكونة من تسع إخوة عاش منهم ستة فقط.
أصيبت فيوليت في طفولتها بداء السل الذي تكهن الأطباء بٱستحالة شفائها منه إلا أنها تجاوزته وعاشت.
بعد وفاة والدها تهاجر العائلة إلى إنجلترا حيث تجد والدتها عملاً كمضيفة على متن بواخر شركة رويال مايل ستيم باكيت في حين وضع أشقائها الأربعة في ملجأ للأيتام، فتضطر فيوليت للاعتناء بشقيقتها الصغرى لكن سرعان ما يتم إرسالهما إلى الدير لإتمام دراستهم.

## معرض الصُور

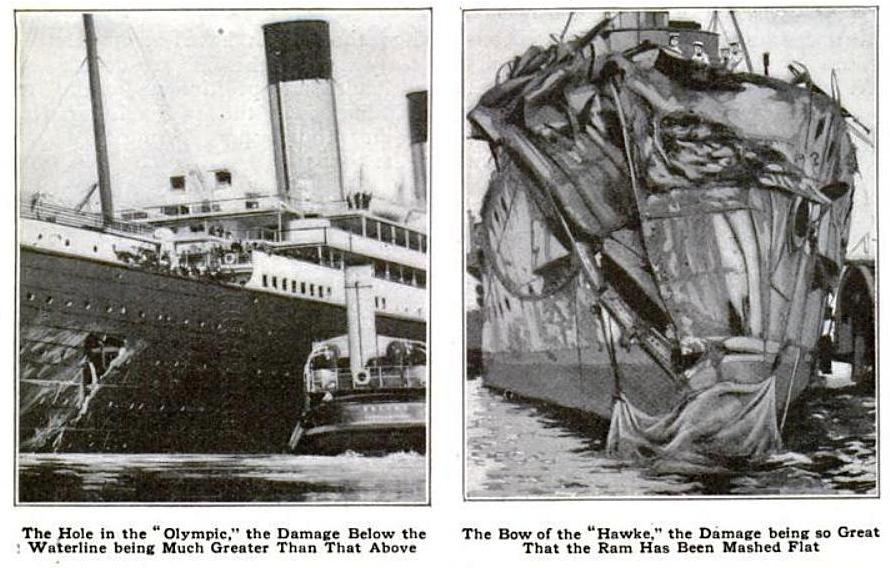
صورة ٱصطدام سفينة إر إم إس أولمبيك التابعة لشركة وايت ستار لاين بالسفينة البريطانية الحربية إتش إم إس هوك
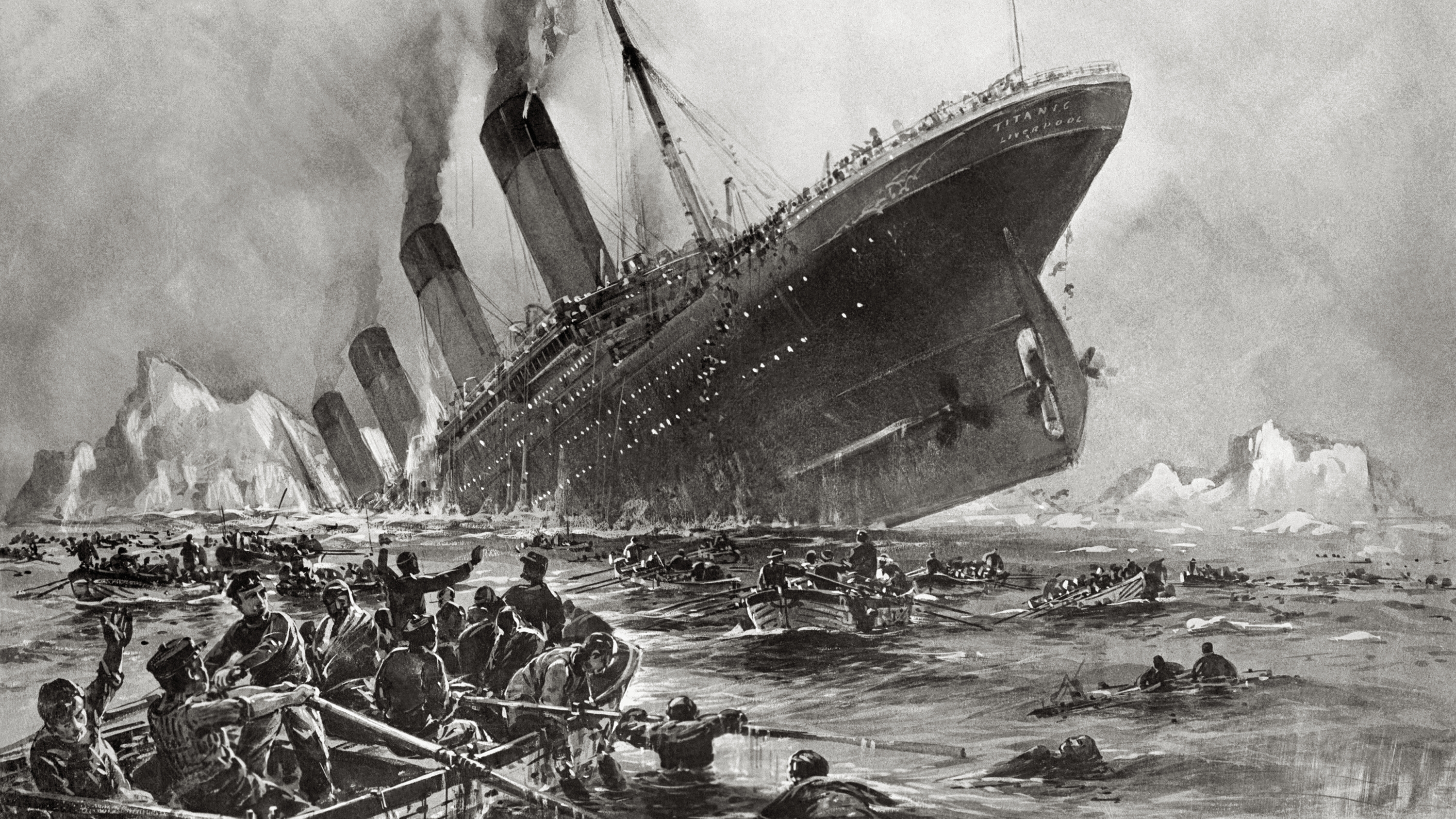
لوحة للرسام الألماني ويلي ستوير تعبر عن لحظة غرق أكبر سفينة بالعالم سنة 1912 آر إم إس تيتانيك